# Riversleigh
Riversleigh er et 100 km² stort område i det nordvestlige Queensland i Australien, der indeholder fossiler af pattedyr. Parken har været et Verdensarvsområde siden 1994 og er en udvidelse af Boodjamulla Nationalpark.
19°02′00″S 138°37′48″Ø / 19.0333°S 138.6299°Ø